# NGC 5221
NGC 5221 ist eine 13,4 mag helle, mit NGC 5222 wechselwirkende Spiralgalaxie vom Hubble-Typ Sb im Sternbild Jungfrau auf der Ekliptik. Sie ist schätzungsweise 311 Millionen Lichtjahre von der Milchstraße entfernt und hat einen Durchmesser von etwa 150.000 Lichtjahren. Gemeinsam mit der dicht benachbarten Galaxie NGC 5222 bildet sie das Galaxienpaar Arp 288.
Im selben Himmelsareal befinden sich u. a. die Galaxien NGC 5226, NGC 5230, IC 898, IC 901.
Halton Arp gliederte seinen Katalog ungewöhnlicher Galaxien nach rein morphologischen Kriterien in Gruppen. Dieses Galaxienpaar gehört zu der Klasse Galaxien mit Windeffekten.
Das Objekt wurde am 12. April 1784 von Wilhelm Herschel mit einem 18,7-Zoll-Spiegelteleskop entdeckt, der sie dabei mit „Three. The two preceding vF, S, R“ beschrieb. Bei den beiden anderen genannten Objekten handelt es sich um NGC 5222 und NGC 5230.